# Javorinka (1210 m)
Javorinka (1210 m) – szczyt w Górach Kisuckich w północnej Słowacji. Wznosi się w głównym grzbiecie tej grupy, pomiędzy dwoma szczytami: Okrúhlica (1165 m) i Okrúhlica (1076 m). W północne stoki wcina się dolinka potoku Bystrica, który tutaj ma swoje źródło. W kierunku południowym od Javorinki odchodzą dwa krótkie grzbiety:
- południowy, zakończony wzniesieniami Jedľovina (906 m) i Pálenica (856 m), pomiędzy którymi spływa potok Čierťaž;
- południowo-wschodni zakończony wzniesieniem Havranský vrch.

Javorinka jest całkowicie porośnięta lasem. Na jej północnych, podszczytowych stokach rośnie dobrze zachowany las. Utworzono tutaj rezerwat przyrody Javorinka.
Przez szczyt Javorinki prowadzi znakowany niebiesko szlak turystyczny. Na szczycie dołącza do niego łącznikowy szlak z miejscowości Zázrivá.

## Szlaki turystyczne
odcinek: Sedlo Kubínska hoľa – Vasiľovská hoľa – Minčol (1139 m) – Bzinská hoľa – Príslopec – Paráčsky Minčol – Paráč – Sedlo pod Okrúhlicou – Okrúhlica (1165 m) – Javorinka – Okrúhlica (1076 m) – Kýčerka – Kováčka – Zázvorovci – Vojenné – Pod Vojenným – Káčerovci – Pod Mravečníkom – Mravečník – Terchová
  Zázrivá, Fatra – Javorinka